# Churriana de la Vega
Churriana de la Vega là một đô thị trong tỉnh Granada, Tây Ban Nha. Theo điều tra dân số 2005 (INE), đô thị này có dân số là 8679 người.